# Pancras-oost
Pancras-Oost is een woonbuurt in Leiden, in de Nederlandse provincie Zuid-Holland. De buurt maakt deel uit van het district Binnenstad-Noord.